# Lindsey Ruddins
Lindsey Ora Ruddins (Santa Monica, 5 novembre 1997) è una pallavolista statunitense, schiacciatrice della Savino Del Bene.

## Carriera

### Club
La carriera di Lindsey Ruddins inizia a livello giovanile con il Laguna Beach, proseguendo parallelamente anche a livello scolastico con la Aliso Niguel HS, con cui partecipa ai tornei scolastici californiani. Dopo il diploma gioca a livello universitario nella NCAA Division I, entrando a far parte del programma della UC Santa Barbara: fa parte delle Gauchos dal 2015 al 2019, saltando quasi interamente il suo freshman year a causa di un infortunio e venendo inserita nella terza squadra All-American durante il suo senior year.
Firma il suo primo contratto professionistico a Porto Rico, partecipando alla Liga de Voleibol Superior Femenino 2020 con le Pinkin de Corozal: nel corso dell'annata mette a segno 43 punti in un solo incontro, diventando una delle otto giocatrici nella storia del torneo ad averne messi a segno oltre 40 in un singolo match. Nella stagione 2020-21 viene ingaggiata dal Potsdam, nella 1. Bundesliga tedesca, dove resta per giocare nel seguente biennio, trasferendosi però nell'annata 2021-22 allo Schweriner, con il quale si aggiudica una Coppa di Germania.
Per il campionato 2023-24 si trasferisce in Italia, dove è di scena in Serie A1 con la Savino Del Bene.

## Palmarès

### Club
- Coppa di Germania: 1

2022-23

### Premi individuali
- 2019 - All-America Third Team